# Badminton under sommer-OL 2008
Badminton under sommer-OL 2008 i Beijing blev afholdt fra 9. august til 17. august. Det var femte gang, at badminton var på det olympiske program. I turneringen under legene blev der spillet om i alt fem olympiske titler, single og double for både kvinder og mænd samt en mixeddoubletitel.

## Medaljeoversigt

### Medaljetabel
Hentet fra den officielle hjemmeside i Beijing 2008.
| Rank              | Nation            | Guld | Sølv | Bronze | Total |
| ----------------- | ----------------- | ---- | ---- | ------ | ----- |
| 1                 | Kina (CHN)        | 3    | 2    | 3      | 8     |
| 2                 | Sydkorea (KOR)    | 1    | 1    | 1      | 3     |
| 2                 | Indonesien (INA)  | 1    | 1    | 1      | 3     |
| 4                 | Malaysia (MAS)    | 0    | 1    | 0      | 1     |
| Total (4 nations) | Total (4 nations) | 5    | 5    | 5      | 15    |

### Medaljevindere
| Event        | Guld                                    | Sølv                                     | Bronze                               |
| ------------ | --------------------------------------- | ---------------------------------------- | ------------------------------------ |
| Herresingle  | Lin Dan · Kina                          | Lee Chong Wei · Malaysia                 | Chen Jin · Kina                      |
| Herredouble  | Markis Kido · and Hendra Setiawan (INA) | Cai Yun · and Fu Haifeng (CHN)           | Lee Jae-jin · and Hwang Ji-man (KOR) |
| Damesingle   | Zhang Ning · Kina                       | Xie Xingfang · Kina                      | Maria Kristin Yulianti · Indonesien  |
| Damedouble   | Du Jing · and Yu Yang (CHN)             | Lee Kyung-won · and Lee Hyo-jung (KOR)   | Zhang Yawen · and Wei Yili (CHN)     |
| Mixed double | Lee Yong-dae · and Lee Hyo-jung (KOR)   | Nova Widianto · and Lilyana Natsir (INA) | He Hanbin · and Yu Yang (CHN)        |

## Danskere
Single – Herrer
- Peter Gade blev sendt hjem af kineseren Lin Dan med 13-21, 16-21 i kvartfinalen.
- Kenneth Jonassen blev sendt hjem af koreaneren Lee Hyun Ill med 21-15, 14-21, 19-21 i hans første kamp.

Single – Damer
- Tine Rasmussen blev sendt hjem af indoneseren Maria Kristin Yulianti med 21-18, 19-21, 14-21 i ottendedels-finalen.

Double – Herrer
- Lars Paaske og Jonas Rasmussen blev sendt hjem af sydkoreanerne Lee Jaejin og Hwang Jiman i bronzekampen med 13-21, 21-18, 21-17.
- Martin Lundgaard og Jens Eriksen blev sendt hjem af kineserne Cai Yun og Fu Haifeng med 12-21, 11-21 i ottendedels-finalen.

Double – Damer
- Kamilla Rytter Juhl og Lena Frier Kristiansen blev sendt ud af turneringen af japanerne Kumiko Ogura og Reiko Shiota med 18-21, 21-14, 18-21 i ottendedels-finalen.

Mixeddouble
- Kamilla Rytter Juhl og Thomas Laybourn blev sendt hjem af indoneserne Flandy Limpele og Vita Marissa med 17-21, 21-15, 17-21 i kvartfinalen.

## Kalender
| August      | 9        | 10                  | 11                  | 12                  | 13           | 14           | 15                  | 16                  | 17     |
| ----------- | -------- | ------------------- | ------------------- | ------------------- | ------------ | ------------ | ------------------- | ------------------- | ------ |
| Herresingle | 1. runde | 1. runde            | 2. runde            | Ottendedels-finaler |              | Kvartfinaler | Semifinaler         | Bronzekamp          | Finale |
| Damesingle  | 1. runde | 2. runde            | Ottendedels-finaler |                     | Kvartfinaler |              | Semifinaler         | Bronzekamp / Finale |        |
| Herredouble |          |                     |                     | Ottendedels-finaler | Kvartfinaler | Kvartfinaler | Semifinaler         | Bronzekamp / Finale |        |
| Damedouble  |          | Ottendedels-finaler | Kvartfinaler        |                     | Semifinaler  |              | Bronzekamp / Finale |                     |        |
| Mixdouble   |          |                     |                     | Ottendedelsfinaler  |              | Kvartfinaler | Semifinaler         | Bronzekamp / Finale |        |